# Burggriesbach

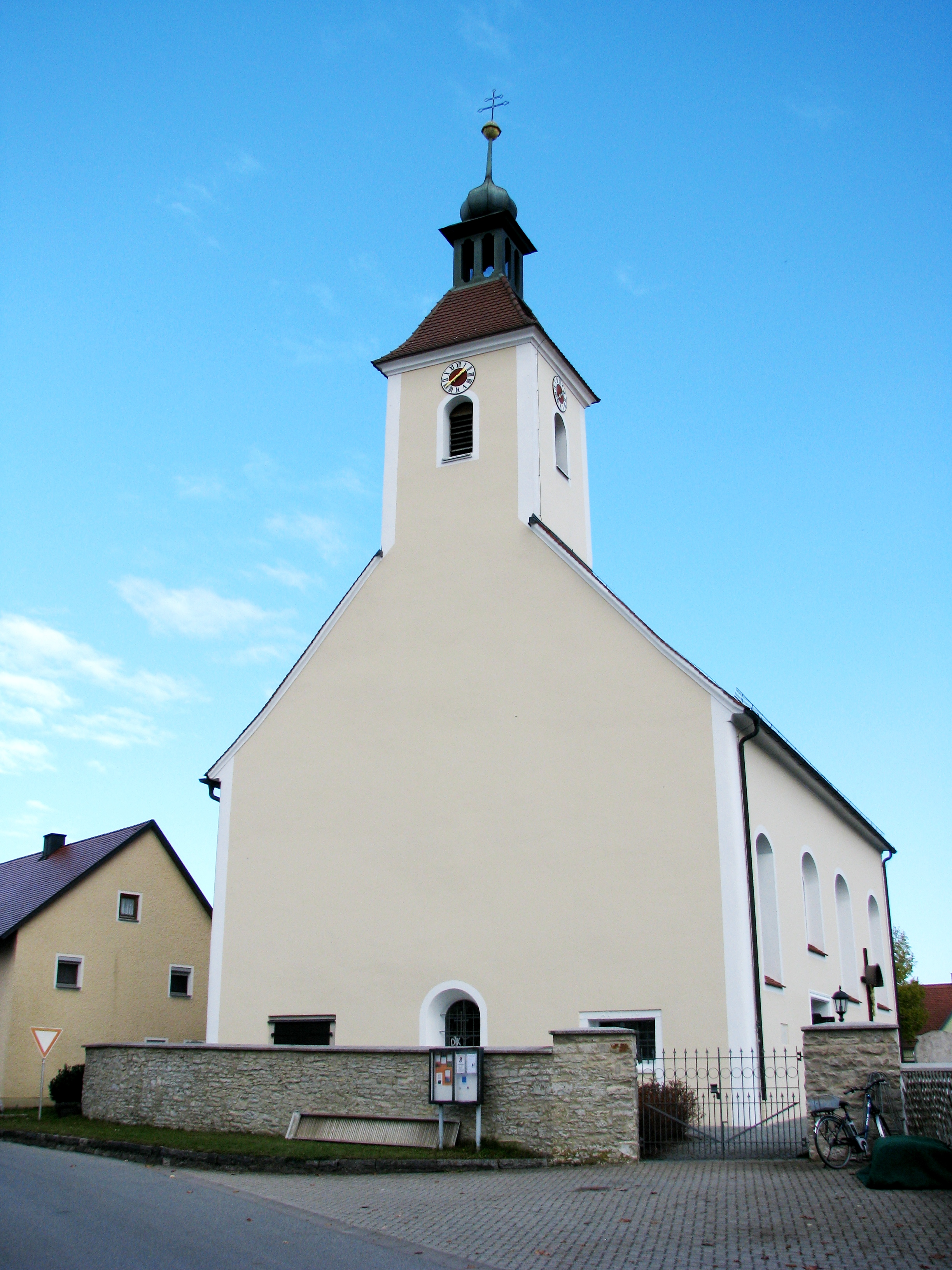
Pfarrkirche St. Gangolf

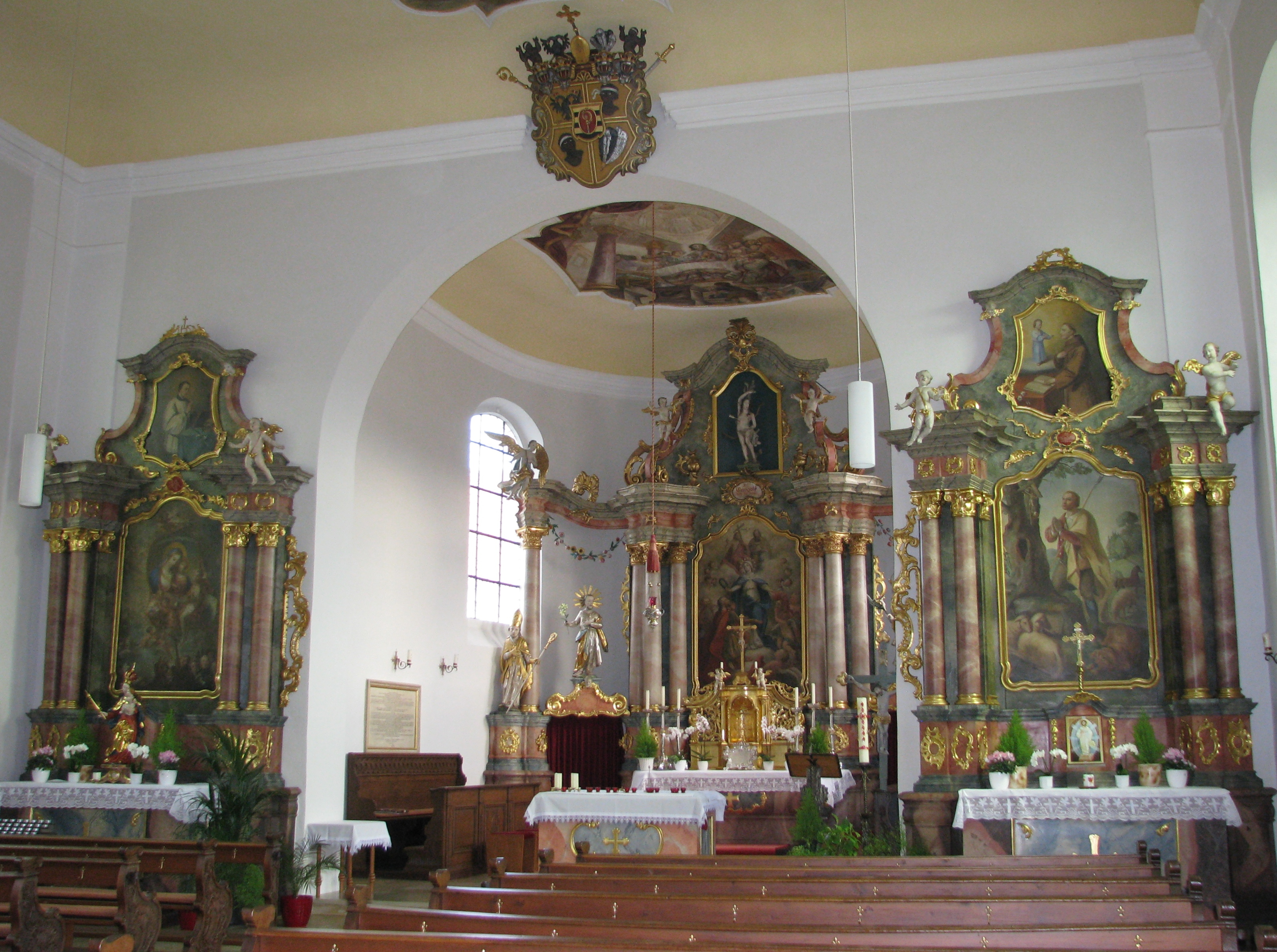
Rokoko-Ausstattung

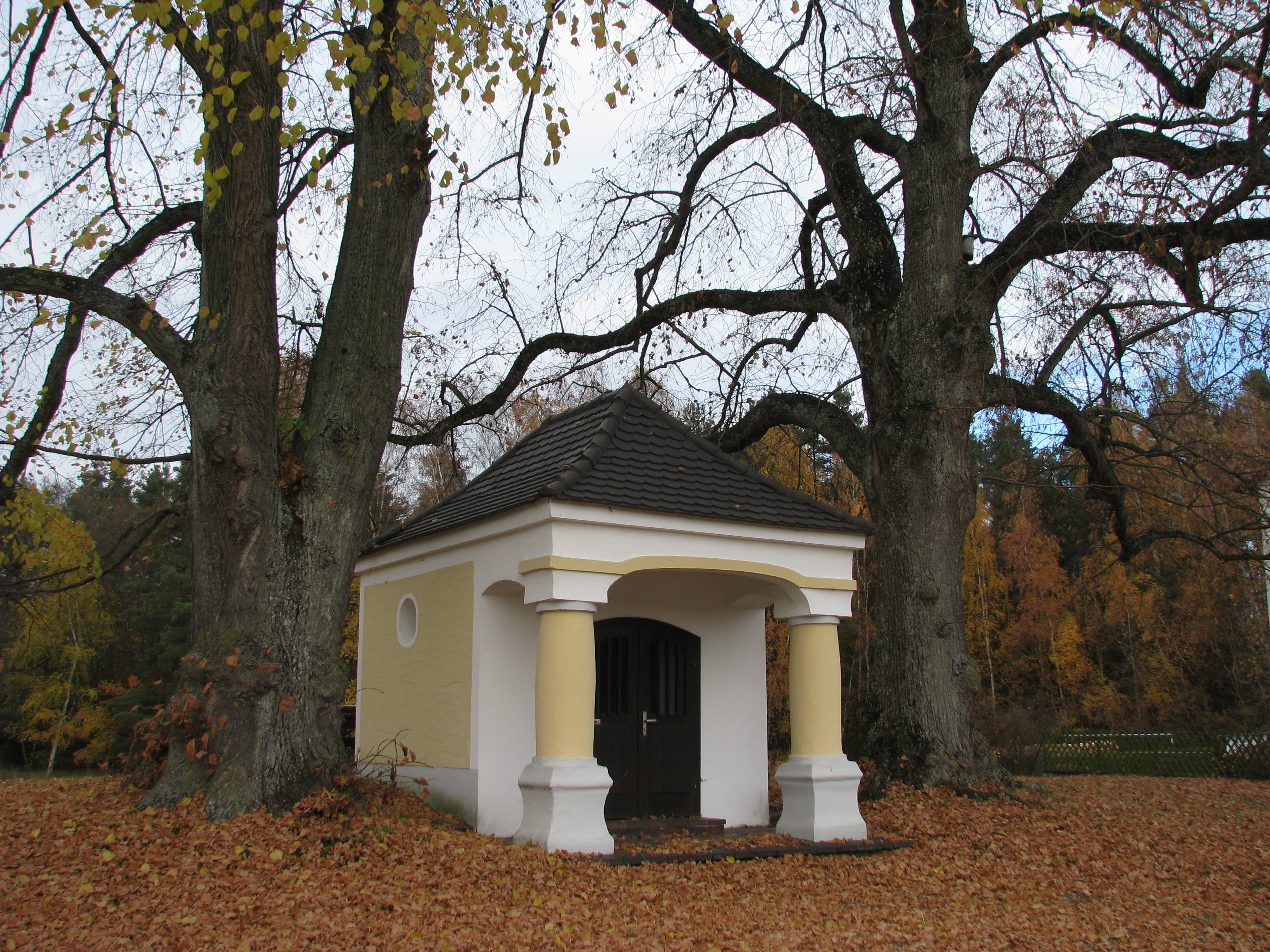
Wendelinikapelle

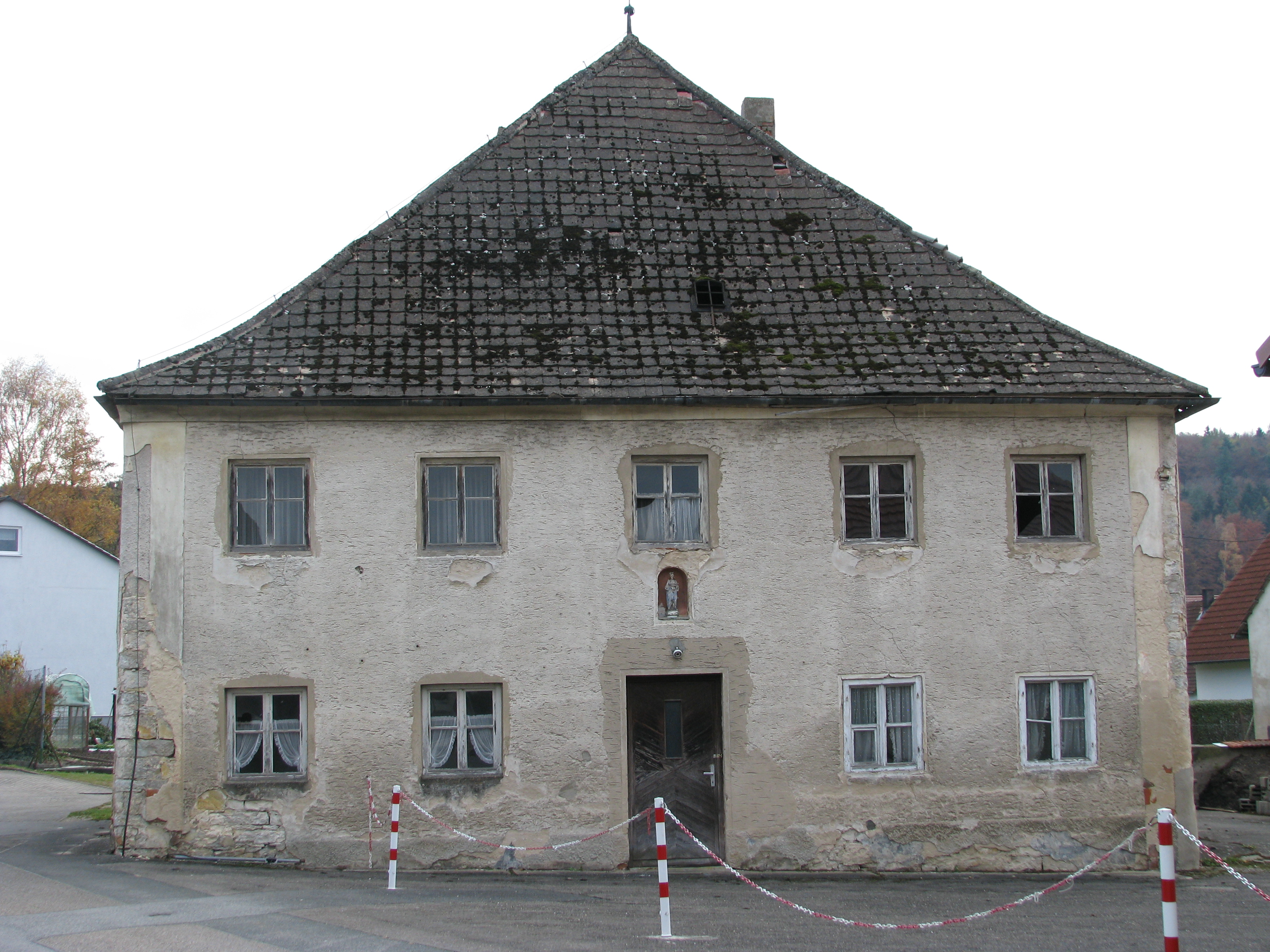
Ehemalige Dorfmühle

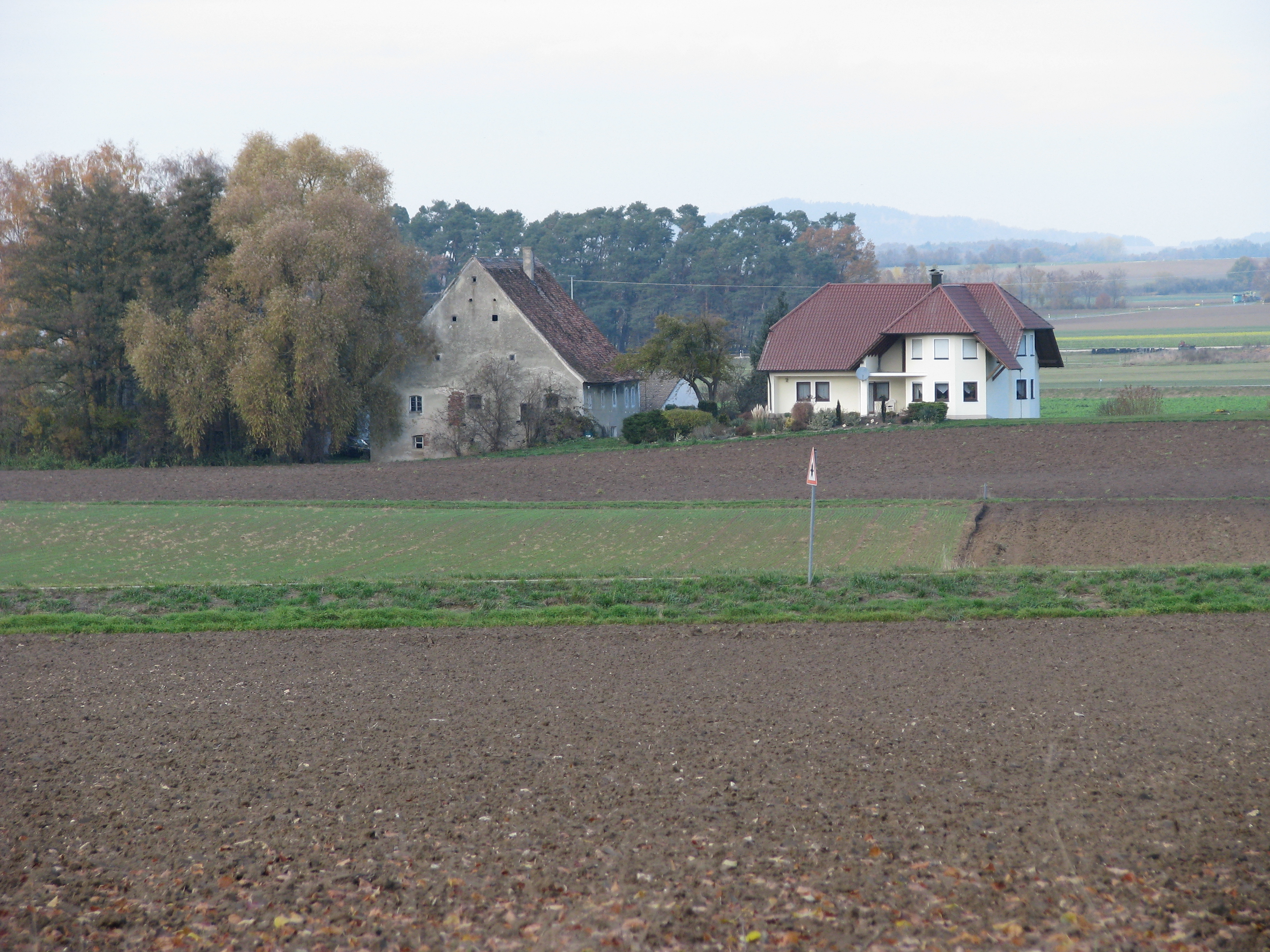
Schneemühle

Burggriesbach ist ein Gemeindeteil der Stadt Freystadt im Landkreis Neumarkt in der Oberpfalz in Bayern.

## Lage
Das Pfarrdorf liegt auf 411 (Schneemühle) bis 435 m ü. NHN östlich der Schwarzach an dessen Zufluss Griesbach. Nachbarorte sind von Norden aus Obernricht, Rübling, Stierbaum, Jettenhofen, Schmellnricht, Fuchsmühle und Höfen. Durch den Ort führt die Staatsstraße 2388.

## Ortsnamendeutung
„Griesbach/Griezbach“, so die ältere, heute noch im Volksmund übliche Benennung, bedeutet „Bach im Sande“. Der Zusatz „Burg“ erfolgte in Unterscheidung zu Sollngriesbach, das ebenfalls in älterer Zeit Griesbach hieß.

## Geschichte
„Griesbach“ ist erstmals 1080 in der Urkunde erwähnt, mit der König Heinrich IV. dem Eichstätter Bischof Udalrich I. den Wildbann im Gau „Rodmaresperch“ und im Sulzgau verlieh. Etwa zehn Minuten unterhalb von Griesbach lag die Siedlung Weiherheim, die zu einem unbekannten Zeitpunkt zugunsten von Griesbach aufgegeben wurde. Der freieigene Ortsadel, die Herren von Griesbach, 1088 mit Odelrich von Griesbach erstmals und 1244 mit „Konrad Truchseß dictus de Griezbach“ letztmals erwähnt, saßen bis zur Ortsgründung bzw. bis zur Verlegung wohl auf dem Einödschloss Uttenhofen (=Jettenhofen).
Offensichtlich verließ der Ortsadel wieder Griesbach und bezog erneut seinen Sitz in Uttenhofen und benannte sich auch wieder danach; für 1280 steht dies fest. Der Edelsitz Burggriesbach blieb aber, wenn auch mit weniger Besitz, bestehen; ihn hatte wohl ein Zweig der Griesbacher inne. Mit deren Aussterben muss 1340 oder kurz zuvor gerechnet werden, denn 1340, 1346 und 1352 erscheint als Urkundenzeuge Heinrich der Hauzze (= Hauzahn) zu Griesbach. Von den Hauzahn, die von niederem Dienstadel waren, ging das Schloss an die Herren von Reichenau und dann an Ernst von Seckendorf über, der 1375 an die Schenk von Geyern zu Jettenhofen verkaufte. 1414 trug Fritz Schenk von Geyern das Schloss Burggriesbach der Burggrafschaft Nürnberg gegen Schuldenbegleichung beim Nürnberger Patrizier Hansen Ritter zu Lehen auf und empfing es wieder als Mannlehen.
Außerhalb von Burggriesbach war das Schloss Grundherr in Stipheim (= Stierbaum) und Rübling jeweils mit dem dortigen „Hof“ und in Höfen mit vier Gültanwesen. 1491 verkaufte Wilhelm Schenk von Geyern das Schloss und seine 28 Untertanen zu Burggriesbach an den Eichstätter Hofmeister Hieronymus von Rosenberg, der vom Markgrafen damit belehnt wurde. Rosenbergs Erben verkauften das Schloss zu einem unbekannten Zeitpunkt an den Nürnberger Patrizier Georg Holzschuher, der den Besitz 1519 zertrümmerte. Das leere Schlösschen kaufte Hermann Wichtner, Rat zu Hilpoltstein. Von dessen Erben erwarb es 1544 Rudolf von Hirnheim zu Jettenhofen. Die jettenhofischen Untertanen zu Burggriesbach und der drei anderen Orte Höfen, Rübling und Stierbaum kamen durch Holzschuher 1530 an das Reiche Almosen zu Nürnberg. Den Bauhof des Schlosses veräußerte er an Umsassen. So stellte sich das Besitzgelage in Burggriesbach um die Mitte des 16. Jahrhunderts folgendermaßen dar: „Ein Fünftel der Bewohner von Burggriesbach ist also seit 1530 nürnbergisch, das Schlößchen als solches mit wenig Grund und Boden seit 1544 hirnheimisch, vier Fünftel der Bewohner jettenhofisch als Brandenburgisches Lehen.“
1567 standen, der Größe von Burggriesbach entsprechend, zwei Vierer dem Dorf vor. Die Dorfbewohner waren zumeist Bauern, an Handwerkern gab es mindestens zwei Müller, einen Schmied und einen Bader. Auch gab es ein Fallhaus (= Abdeckerei) und spätestens 1542 eine Ziegelhütte.
1585 starben die Hirnheimer aus, und ein Großteil von Burggriesbach fiel als erledigtes Lehen dem Markgrafen Georg Friedrich von Ansbach heim, der den Besitz seinem Oberamt Stauf zuwies. Das Schloss selbst veräußerten die Töchter des letzten Hirnheimers am 10. November 1586 an den Eichstätter Bischof Martin von Schaumberg. 1610 verkaufte der Markgraf seine Burggriesbacher Untertanen an den Staufer Amtmann Karl von Birkholz, der seinen neuen Besitz bereits 1612 an den Eichstätter Fürstbischof Johann Konrad von Gemmingen verkaufte. Von da ab blieben die grundherrschaftlichen Verhältnisse bis zum Ende des Alten Reiches stabil: 4⁄5 des Dorfes waren eichstättischer, 1⁄5 nürnbergischer Besitz. Unter den acht nürnbergischen Haushalten war auch der Obere Wirt (der Untere Wirt war eichstättisch) und die Schneemühle, benannt nach der 1660 erstmals genannten Müllerfamilie Schneeberger.
1613 verstarben 60 Burggriesbacher an der Pest. Infolge des Dreißigjährigen Krieges waren die 28 Eichstätter Untertanen 1644 auf 14 zusammengeschmolzen, wobei mehrere Bauern zwei Güter bewirtschafteten. Das Dorf erholte sich wieder und wurde durch Besitzteilungen größer: 1786 hatte das Hochstift ohne das gemeindliche Hirtenhaus 42 Untertanen in Burggriesbach, darunter 13 Köbler, 15 Söldner und elf Leerhäuser, d. h. Anwesen, die außer einem kleinen Garten keinen Grundbesitz aufwiesen. Sie unterstanden dem hochstiftischen Vogt, der im Kastenamt Jettenhofen residierte. Die Hochgerichtsbarkeit übte der bischöfliche Pfleger zu Obermässing aus. Wirtschaftlich konnten sich die Burggriesbacher eines „gediegenen Wohlstandes“ erfreuen, Kriegszeiten nicht mitberücksichtigt. Bald nach 1612 wurde in Burggriesbach eine bischöfliche Forstverwaltung eingerichtet, der Förster wohnte im ehemaligen Schlossareal. Im Schlossareal bestand seit dem 17. Jahrhundert auch eine Schule; so ist 1670 erstmals ein Lehrer, und zwar namens Leberth genannt. Der Schulmeister war gleichzeitig Mesner. Das zuletzt ebenfalls auf dem Schlossgelände 1852 erbaute Schulhaus wurde 1895 vergrößert.
Zwischen dem Kurbayern und dem Hochstift Eichstätt war es immer wieder zu Auseinandersetzungen über den südlichen Grenzverlauf des kurfürstlichen Schultheißenamtes Neumarkt gekommen. Erst ein am 30. Januar 1767 geschlossener Staatsvertrag sorgte in den hoheitsrechtlichen und fiskalischen Fragen für klare Verhältnisse. Unter den Orten, die dem Hochstift zugeteilt wurden, war, wie schon zuvor, Burggriesbach.
Von dem Schloss, das östlich unmittelbar neben der Kirche lag, waren 1937 nur noch „unzugängliche Keller“ vorhanden. Der Schlossbering war ursprünglich von einem Wassergraben umgeben, wobei der Wirtschaftshof außerhalb dieses Grabens lag. 1709 stand der Wohnbau des Schlosses nicht mehr. Unmittelbarer Schlossbesitz waren 24 Tagewerk Wiesen, eine Schäferei und Waldungen, dazu die Felder des Bauhofes. Das Dorf schließt sich in Form eines Reihendorfes östlich an den ovalen Schlossbering an.
Am Ende des Alten Reiches, gegen 1800, gab es in Burggriesbach 47 Anwesen. Davon unterstanden dem bischöflichen Kastenamt Jettenhofen 13 Köbler-, 14 Seldengüter und 11 Leerhäuser, dem Landalmosenamt Nürnberg acht Anwesen und eine Wirtschaft. Nach der Säkularisation des Hochstiftes Eichstätt kam Burggriesbach 1802 an das Kurfürstentum Bayern und 1803 an den Großherzog Ferdinand III. von Toskana. 1806 fiel Burggriesbach an das neue Königreich Bayern und wurde mit dem Weiler Jettenhofen, mit dem Dorf Lauterbach und mit der Schneemühle 1809 zum Steuerdistrikt und 1811 zur Ruralgemeinde Burggriesbach im Landgericht und Rentamt Beilngries zusammengefügt. Infolge des Gemeindeediktes von 1818 bildete Burggriesbach mit der Schneemühle wieder eine eigene Realgemeinde.
Um 1875 bestand die Gemeinde Burggriesbach aus Burggriesbach selber und aus der einen Kilometer entfernten Ziegelhütte. Während im Dorf von 271 Einwohnern 16 Pferde und 191 Stück Rindvieh gehalten wurden, hielten sich die 14 Bewohner der Ziegelhütte fünf Stück Rindvieh. In der Gemeinde wurden außerdem drei Schafe, 53 Schweine und fünf Ziegen gezählt. 1900 hielten die 329 Einwohner Burggriesbachs 14 Pferde, 218 Stück Rindvieh, 173 Schweine und 16 Ziegen. Der Ort war außerdem „Sitz eines exponierten Forstamt-Assessors.“
Im Zuge der Gebietsreform in Bayern wurde Burggriesbach zum 1. Mai 1978 in die Stadt Freystadt des oberpfälzischen Landkreises Neumarkt eingemeindet.

## Einwohnerentwicklung
- 1830: 246 (57 Anwesen)[23]
- 1840: 262 (54 Häuser; zwei Branntweinbrennereien, zwei Mühlen)[24]
- 1875: 271 (28 Gebäude)[21]
- 1900: 329 (66 Wohngebäude)[22]
- 1937: 304 (einschließlich der Einöden und Mühlen)[25]
- 1950: 356 (65 Anwesen)[23]
- 1961: 315 (76 Wohngebäude)[26]
- 1978: 363[27]
- 1987: 400 (112 Wohngebäude, 124 Wohnungen)[28]
- 2012: 380[29]
- 2020: 500 (Stand 30. März 2020, Mitteilungsblatt Freystadt)

## Katholische Pfarrkirche St. Gangolf
Burggriesbach gehörte bis zur Errichtung als eigene Pfarrei vor 1323 zur Urpfarrei Sulzkirchen des Klosters Plankstetten. Zwischen 1182 und 1195 weihte Bischof Otto von Eichstätt in Burggriesbach eine Kirche St. Gangolf, die die Herren von Griesbach am Schlossbering erbaut hatten. 1323 wird ein gewisser Steinhauser als erster Pfarrer genannt. In einem Visitationsbericht von 1602 heißt es, dass die Kirche früher ein viel besuchter Wallfahrtsort war. Dieser mittelalterliche Sakralbau stand bis 1770. 1771 wurde der Neubau unter Einbeziehung des mittelalterlichen Kirchturmes hochgezogen und bis 1779 mit Rokoko-Altären und einer Orgel ausgestattet; Letztere wurde 1922/23 durch ein Bittner-Orgel aus Eichstätt ersetzt. Der Kirchturm erhielt eine abgestumpfte Pyramide und Laterne. 1932 erfolgte eine Erweiterung der Pfarrkirche auf 17 mal 12 Meter durch den Architekten R. Behringer. 1937 hingen im Turm zwei Glocken von 1762 und eine von 1796. Heute hängen vier Glocken im Turm.
Östlich des Ortes steht eine um 1680 erstmals erwähnte Wendelin-Kapelle („Wendelinikapelle“), ein kleiner, in heutiger Gestalt Ende des 18. Jahrhunderts errichteter Bau mit offener Vorhalle auf zwei Balustersäulen, ausgestattet mit einem klassizistischen Altärchen. Ein Wendelinbund wurde in der Pfarrei 1751 errichtet.

## Baudenkmäler
Außer den beiden Sakralbauten gelten die ehemalige Dorfmühle vom Ende des 18. Jahrhunderts, ein Armenhäusl aus der ersten Hälfte des 19. Jahrhunderts, das Forstamt aus dem 17. Jahrhundert, ein Wohnhaus um 1900, das vor 1601 entstandene Pfarrhaus, ein Gasthaus aus der Mitte des 19. Jahrhunderts, ein Marienbildstock bei der Pfarrkirche (1893 errichtet) und ein mittelalterliches Steinkreuz nördlich des Ortes als Baudenkmäler.

## Vereine
- Deutsche Jugendkraft (DJK) Burggriesbach
- Freiwillige Feuerwehr Burggriesbach
- Soldaten- und Reservisten-Kameradschaft (SRK) Burggriesbach
- Schützenverein 1860 Burggriesbach
- Obst- und Gartenbauverein (OGV) Burggriesbach
- Caritas Pflegeverein